# Primo amore (Turgenev)
Primo amore (in russo Первая любовь?, Pervaja ljubov’) è un racconto dello scrittore russo Ivan Turgenev pubblicato nel 1860.
Si tratta di un romanzo psicologico con una forte componente autobiografica, la cui scrittura è percorsa da segnali inconsci. Contrariamente agli altri romanzi di Turgenev, questo racconto non ha un background "sociale" e quindi non ebbe nella Russia di allora il medesimo successo.

## Trama
Dopo una serata insieme, il padrone di casa, Sergej Nikolaevič e Vladimir Petrovič per passare il tempo decidono di raccontarsi le storie dei loro primi amori. Mentre i ricordi degli altri due sono poco interessanti, Vladimir sente la necessità di mettere per iscritto la propria storia per poi narrarla la sera dopo.
Il primo amore di Vladimir risale a quando aveva sedici anni: si è recato nella dacia di campagna con la madre, nobile altezzosa e spesso isterica, e il padre, che tiene a distanza il figlio che ciononostante prova per lui una incondizionata ammirazione. Nelle vicinanze, vive una volgare principessa caduta in disgrazia insieme alla servitù e alla bellissima figlia Zinaida, della quale Vladimir si innamora all'istante. La principessa chiede protezione alla madre di Vladimir, la quale manda sua figlio in casa loro per portare la risposta. Vladimir è completamente soggiogato da Zinaida, che attira però le attenzioni anche degli altri uomini che frequentano la sua casa.
La situazione familiare di Vladimir, tuttavia, peggiora: i genitori continuano a litigare, la madre non vuole che frequenti la casa della principessa. Inoltre, Zinaida si è fatta improvvisamente seria e distante, piange spesso e le serate da lei organizzate sono ora più tranquille: Vladimir capisce che la ragazza si è innamorata ed è ossessionato dall'identità del fortunato.
Durante una serata, Zinaida ordina ai presenti di raccontare a turno storie inventate al momento. Nella storia che lei stessa racconta si fa riferimento a una regina bellissima, amata da molti uomini, ma il cui prediletto si trova solo di notte vicino a una fontana. Colto il riferimento, una notte Vladimir si reca armato di coltello nel giardino di Zinaida per scoprire finalmente l'identità del suo innamorato e così scopre che si tratta di suo padre.
Pochi giorni dopo, in seguito a un violento litigio tra i suoi genitori a causa dei tradimenti del padre, Vladimir si trasferisce con la famiglia in città. Prima di andare saluta un'ultima volta Zinaida, la quale lo bacia appassionatamente: Vladimir ha però il dubbio che il bacio fosse destinato al padre.
Qualche mese dopo, durante una cavalcata col padre, Vladimir lo segue dopo che questi lo aveva lasciato a badare ai cavalli. Lì vede il padre parlare di nuovo con Zinaida e colpirla al braccio col frustino: il gesto lo impressiona molto e lo porta a riflettere sulla natura sottomessa della passione incondizionata.
La carriera di Vladimir continua. Un giorno, i genitori litigano di nuovo a causa dell'arrivo di una lettera da Mosca. Di lì a poco, il padre muore di infarto e subito dopo la madre invia una grossa somma di denaro a Mosca. Successivamente, Vladimir viene a sapere che Zinaida si è sposata con un brav'uomo e risiede in un certo hotel. Vladimir si prefigge di andarla a trovare, ma rimanda di settimana in settimana: quando finalmente si reca all'hotel scopre che Zinaida è morta di parto.

### Finale alternativo
Nell'edizione francese del racconto viene aggiunto un finale in cui si torna nella cornice della serata tra i tre amici, i quali in conclusione fanno qualche considerazione sulla fugacità della giovinezza e delle sue passioni.

## Opere derivate
Nel 2013 è stato realizzato un adattamento cinematografico dal titolo 1er Amour.

## Edizioni
- Ivan Turgenev, Il Primo Amore, e Assia. Due racconti di I. Turghéneff, a cura di Camillo Tommasi, traduzione di Edoardo Zucchelli, Firenze, A. Bettini, 1876, OCLC 753041871.
- Ivan Turgenev, Primo amore, traduzione di Rinaldo Küfferle, Milano, Bompiani, 1946, OCLC 875899990.
- Ivan Turgenev, Padri e figli. Asja. Primo amore, traduzione di Paola Cometti, Torino, UTET, 1965, OCLC 636211940.
- Ivan Turgenev, Primo amore, traduzione di Rosa Mauro, Palermo, Sellerio, 1983, OCLC 636202586.
- Ivan Turgenev, Primo amore, a cura di Paolo Brera, Lecco, Periplo, 1994, ISBN 9788817002141.
- Ivan Turgenev, Primo amore, traduzione di Eridano Bazzarelli, Bur, 2004, ISBN 9788817002141.